# Hypsicera brevicornis
Hypsicera brevicornis là một loài tò vò trong họ Ichneumonidae.